# 北歐航空

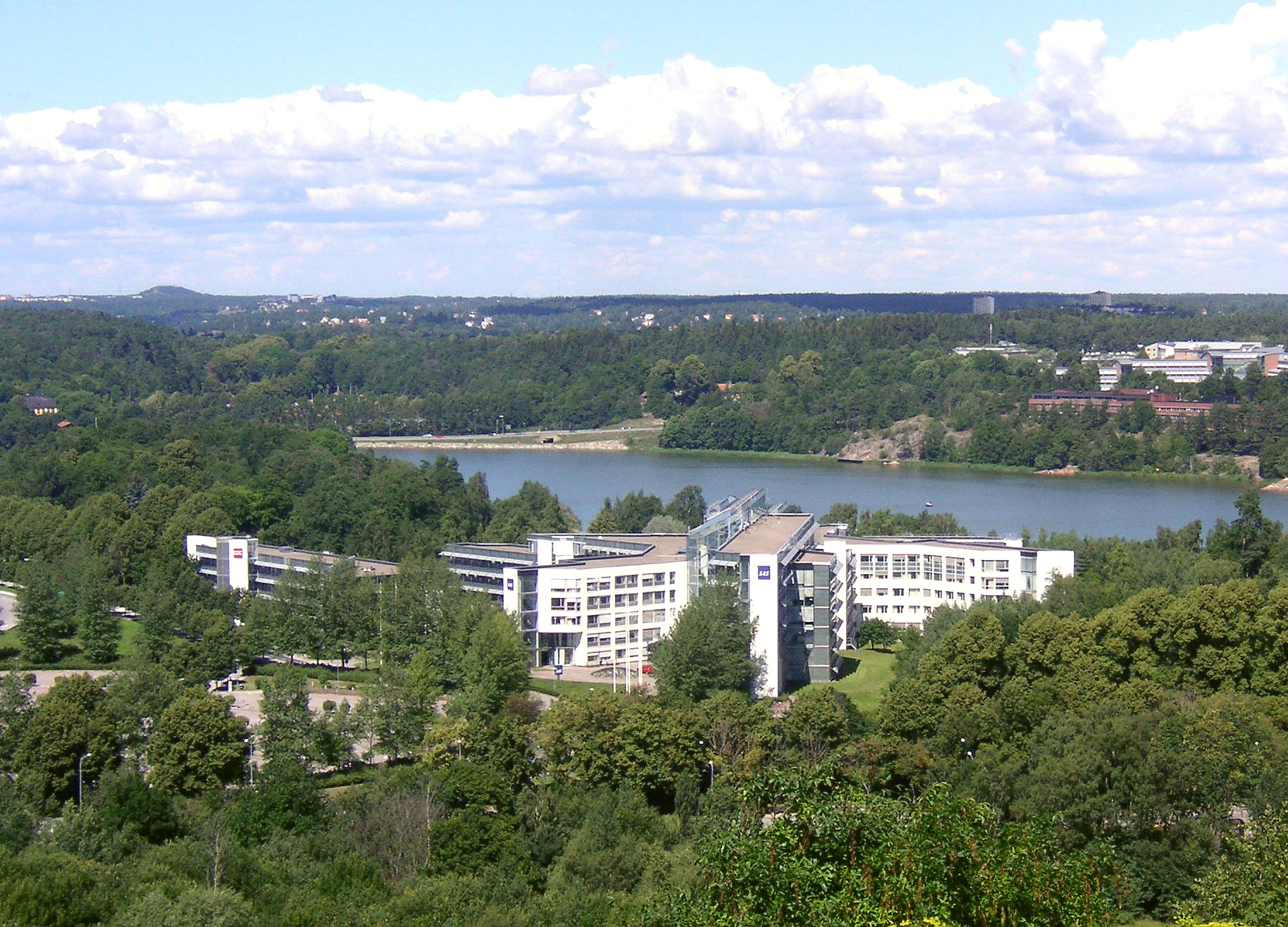
北歐航空公司總部 (SAS Frösundavik Office Building)

北歐航空或斯堪的納維亞航空（英語：Scandinavian Airlines, SAS）是斯堪的納維亞地區丹麥、挪威及瑞典三國的國家航空公司，由SAS集團持有，總部設於瑞典斯德哥爾摩省索爾納市。北歐航空原是星空聯盟的創始成員。其樞紐機場包括哥本哈根機場、奧斯陸國際機場和斯德哥爾摩-阿蘭達機場。

## 歷史

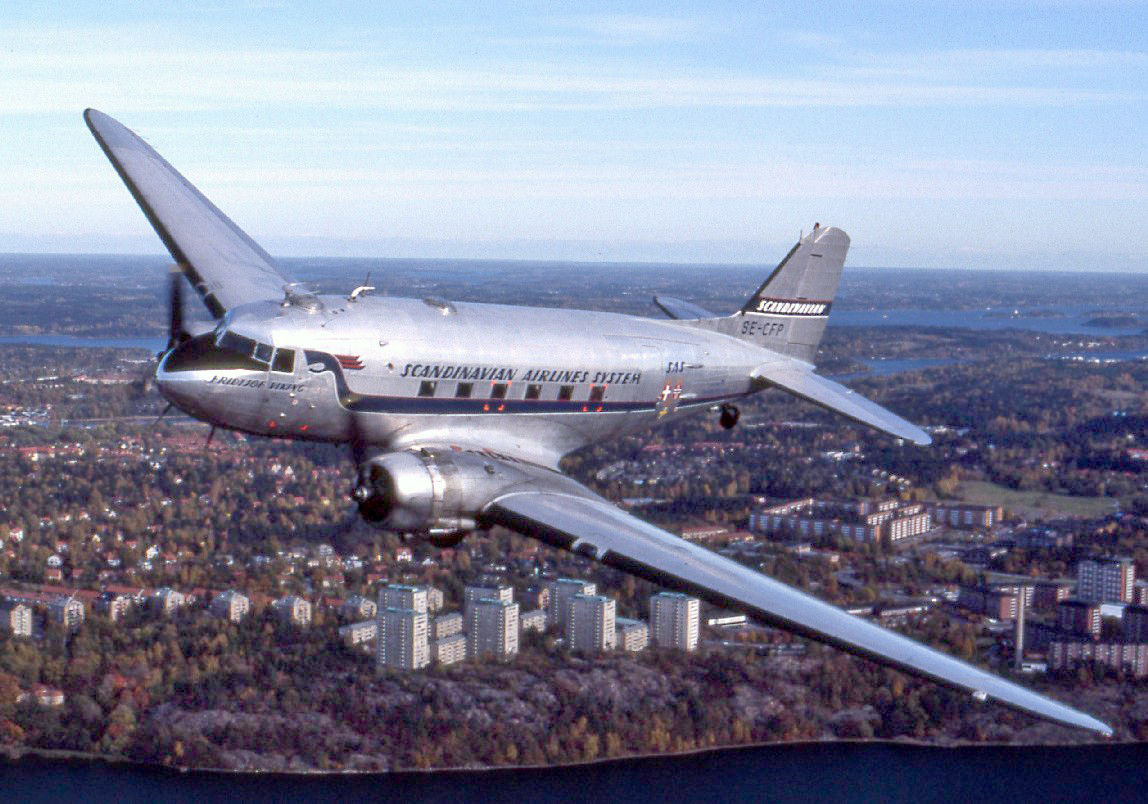
被私人保留的北歐航空早期維京長船塗裝的DC-3

北歐航空在1946年8月1日創辦，當時丹麥、瑞典及挪威的國家航空公司（丹麥DDL，瑞典SILA，挪威DNL）組成夥伴處理飛往北歐的洲際航線，並稱之為斯堪的納維亞海外航空（英語：Overseas Scandinavian Airlines System，縮寫：OSAS），1946年9月17日開始運作。1948年，3家國家航空公司開始協調它們在歐洲的運作，成立斯堪的納維亞歐洲航空（英語：European Scandinavian Airlines System，縮寫：ESAS），最終OSAS與ESAS在1951年合併，組成北歐航空（英語：Scandinavian Airlines System，縮寫：SAS）。在組成時，股權分佈是SAS丹麥（28.6%）、SAS挪威（28.6%）及SAS瑞典（42.8%），均是一半股權由私人投資者持有，另外一半則由各自的政府持有。SAS逐漸部份或全面收購多家國內航空公司，以控制3個國家的內陸市場。
1954年，北歐航空開辦了全球首條飛越北極的航線。該航線為哥本哈根往洛杉磯，中途停留格陵蘭Kangerlussuaq，並逐漸受前往歐洲的荷里活巨星和電影業人員歡迎，並使北歐航空一舉成名。因價格結構容許乘客自由轉到其他歐洲航點，這些飛越極地的航線受到1950年代美國遊客的極大歡迎。後來，北歐航空開辦到東亞的航線時，因不獲批准飛越當時的西伯利亞和中國，而須飛越格陵蘭和阿拉斯加。

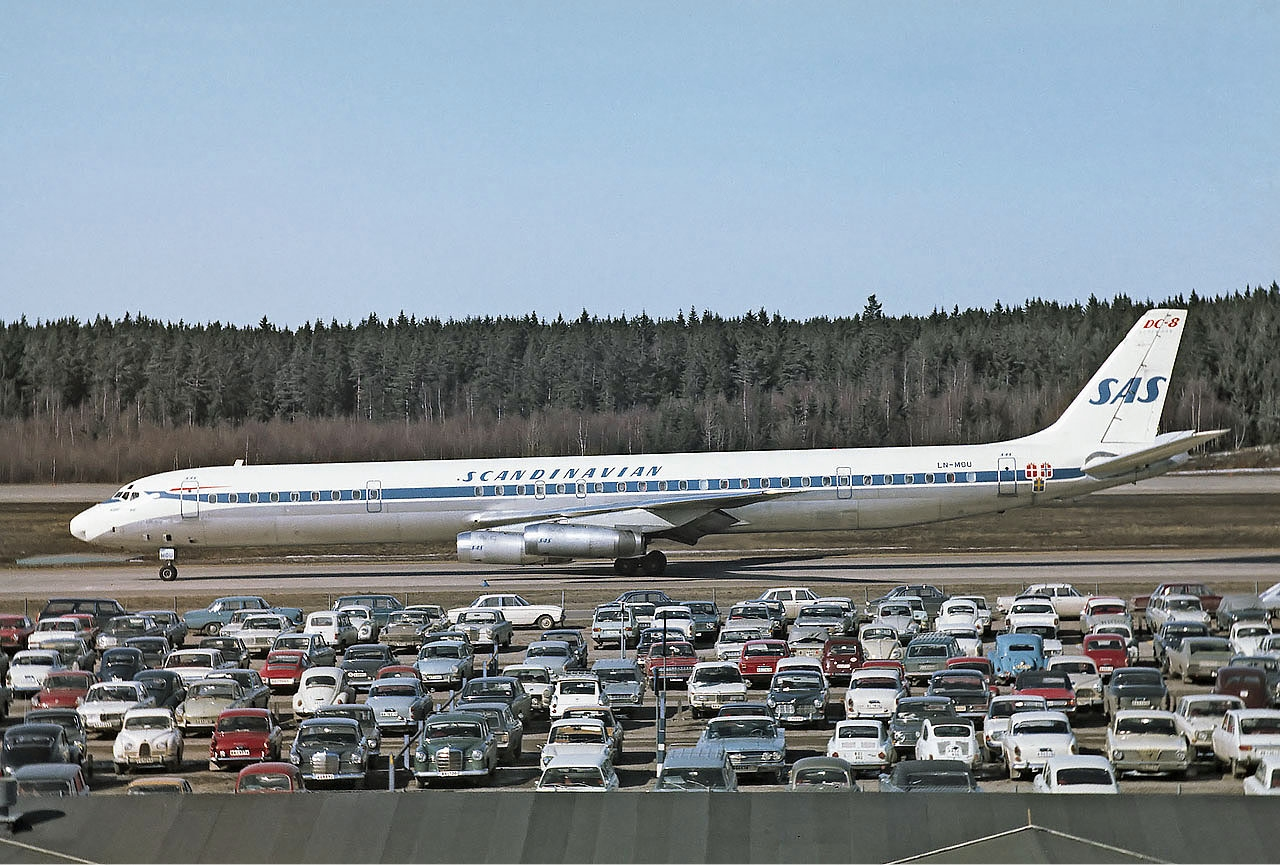
1969年北歐航空的DC-8-63在斯德哥爾摩阿蘭達機場

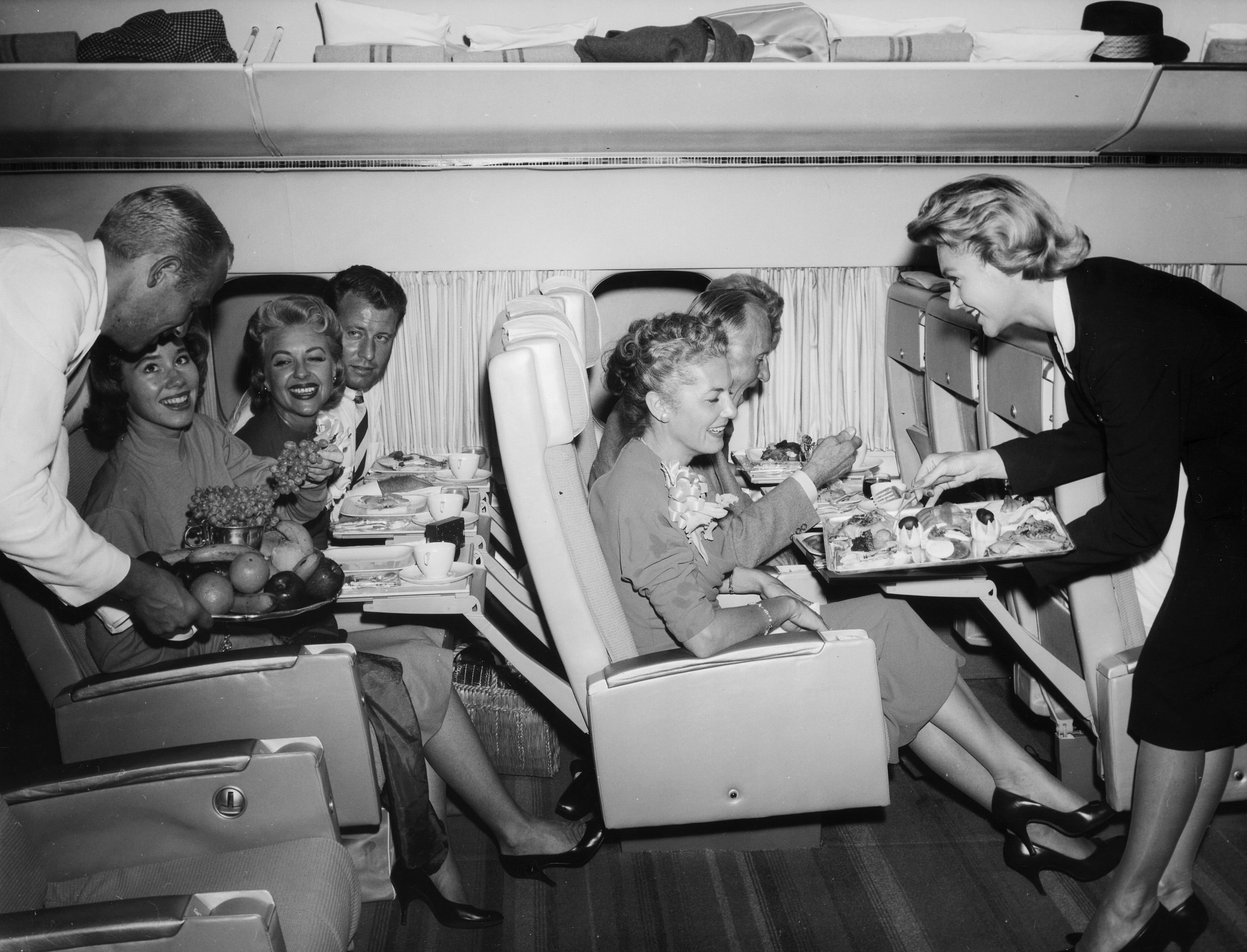
1966年北歐航空DC-8-33的經濟客位

1957年，北歐航空推出「飛越北極環遊世界」的哥本哈根－安克拉治－東京航線。1959年，北歐航空引進卡拉維爾客機，開始使用噴射機，且是卡拉維爾型的啟動用戶，次年引入DC-8，用其先後運營紐約、洛杉磯、東京航線，并將洲際航班搬遷至斯德哥爾摩－阿蘭達機場；1960年，北歐航空與泰國航空（Thai Airways Company, TAC）聯手組建泰國國際航空，當時北歐航空持有泰國國際航空30%的股權，並且為泰航提供營運、管理、市場意見和訓練等協助，使泰航能夠在短時間內能夠不靠北歐航空而獨立運作。此後，北歐航空開設子公司斯堪航空，提供旅遊包機服務。1971年，北歐航空開始使用波音747巨無霸客機，1974年引進DC-10。1977年，北歐航空引進其第一款空中巴士客機——A300。
1965年至1975年，北歐航空的航點已包括除大洋洲之外的其它大洲。1989年，北歐航空接收波音767-300ER，並開通更多洲際航線，只是波音767已被1999年引進的空中巴士A340取代。
北歐航空透過收購瑞典、丹麥和挪威的本地航空公司而逐漸控制了三國的區內市場。1989年，北歐航空購入美國大陸航空的母公司德克薩斯航空公司的18.4%股份，試圖組成全球性的聯盟；此股份其後被售出。1990年代間，北歐航空購入了英倫航空的20%股份，與漢莎航空共同掌有該公司的49.9%股份，也購入了西班牙的第二大航空公司──西班牙航空──的95%股份。近年，北歐航空有意放棄這些股份。1998年1月，北歐航空併購經營芬蘭國內航線的波的尼亞航空（Air Botnia），後者2004年更名為藍天航空，並於2012年11月1日將營運轉由北歐航空負責。
1997年5月，北歐航空與加拿大航空、德國漢莎航空、泰國國際航空和聯合航空組成星空聯盟。
2001年6月，北歐航空的股權結構出現變化，由一家新創立的控股公司持有，政府持有的股份則改為瑞典（21.4%）、挪威（14.3%）及丹麥（14.3%），餘下50%則由公眾持有，並在股票交易所上市。現時北歐航空僱員超過9100人。
2004年，北歐航空劃分為4間公司：SAS北歐航空瑞典有限公司、SAS北歐航空丹麥有限公司、SAS Braathens有限公司（收購挪威布拉森航空）和SAS北歐航空國際有限公司。SAS Braathens於2007年改稱SAS北歐航空挪威。2009年又重新整合成一家公司。
2013年6月，北欧航空公司在挪威首都奥斯陆与空客公司（Airbus）签署了一项《谅解备忘录》，订购12架新飞机；其中包括订购8架A350-900XWB客机及4架A330-300Enhanced客机，订单总额约为33亿美元。这标志着北欧航空正式启动长途机队升级计划，还将对现有的A330/340机队客舱进行全面升级改造。8架A350-900XWB将会在2018年开始交付北欧航空；4架A330-300Enhanced将会在2015年开始交付使用；与此同时，北欧航空将逐步对现有的远程客机进行客舱改造升级，预计2014年11月第一架改造完毕的飞机将投入使用，本次升级改造将包括更新整个客舱座椅及配备全新高清点播机上娱乐系统，如商務艙将配备全新平躺座椅。
2023年10月，北歐航空宣布法荷航集團、丹麥政府和其他兩家金融機構將注資北歐航空，法荷航集團將獲得北歐航空19.9%股權。天合聯盟於2024年4月29日宣布北歐航空於8月31日離開星空聯盟，並於翌日轉投至該聯盟。

## 航點及代碼共享
北歐航空提供從斯堪的納維亞地區三個樞紐機場：阿蘭達機場（瑞典斯德哥爾摩）、凱斯楚普機場（丹麥哥本哈根）、加勒穆恩機場（挪威奧斯陸）前往美國紐約、華盛頓、芝加哥、舊金山的航班服務。在亞洲地區提供哥本哈根飛往東京、北京、上海和香港的航班服務。
特色航线：北歐航空使用波音737-700客機營運挪威斯塔万格－美国休士頓定期航班服务，该航班仅提供44个商務艙座位，飞行时间约为10小时，飞行距离4838英里（7784公里）是世界上单通道飞机运营里程最长的航班。
1988年8月24日，北欧航空使用DC-10飞机開辦飞往中国的航线，航班号SK995（返程航班号SK996）。
2012年3月，北欧航空复航了中國上海航线，航班号SK997（返程SK998）。
2013年北歐航空在中國北京和上海同時慶祝了中国航線通航25周年。
2014年12月，北歐航空宣布開辦斯德哥爾摩－香港航線計劃，航線於2015年9月開通。至2018年10月起，航線改為哥本哈根－香港。然而，2020年3月5日後航線暫停運作，並於2020年4月20日宣佈終止服務。

### 代碼共享
北歐航空與以下航空公司實行代碼共享：
天合聯盟成員
- 歐洲航空
- 法國航空
- 達美航空
- 荷蘭皇家航空
- 維珍航空

其他航空公司
- 愛琴海航空
- 全日空
- 阿提哈德航空
- 冰島航空
- 盧森堡航空
- 新加坡航空
- 威德羅航空

### 聯程協議
北歐航空與以下航空公司簽訂了聯程協議：
- 格陵蘭航空
- 巴基斯坦國際航空

## 塗裝

1983年~1998年北歐航空的標誌

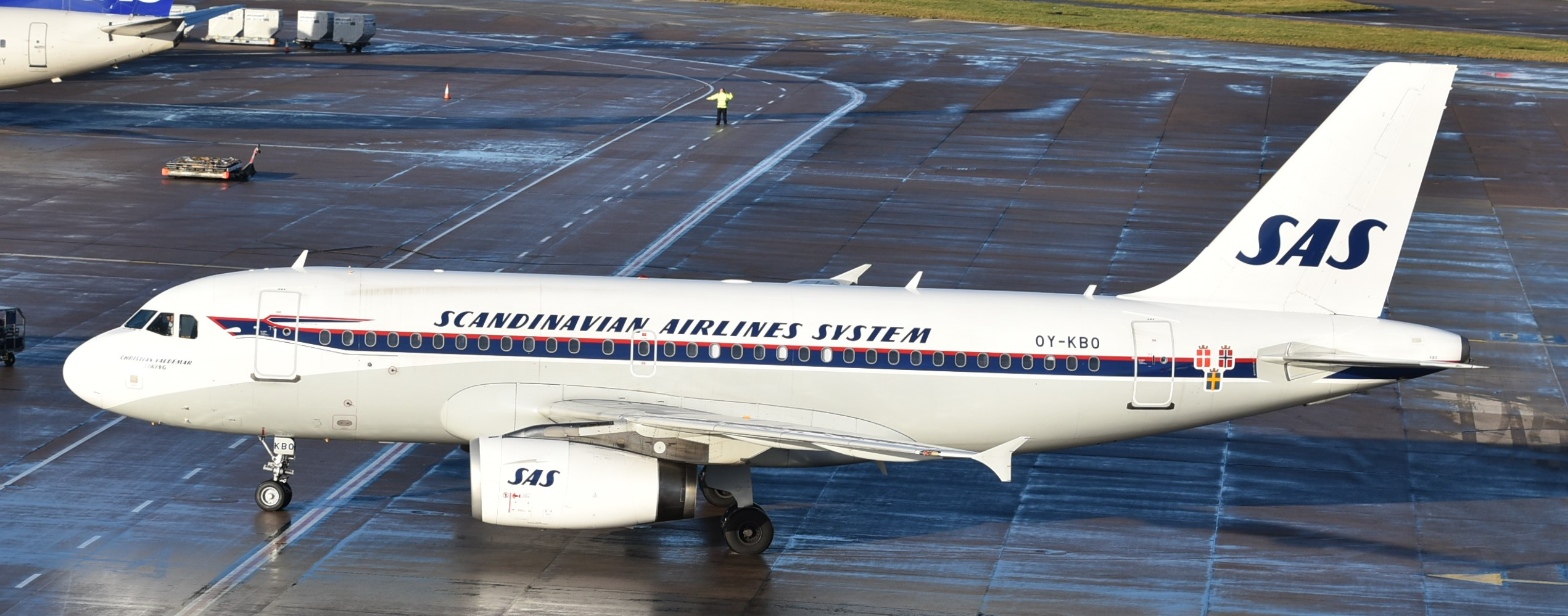
披上維京長船復古塗裝的空中巴士A319

1946年，斯堪的納維亞海外航空（OSAS）成立時的塗裝由機身前部的龍頭以及橫貫機身的橫條組成，且機身上的橫條緊貼舷窗下端（後來引進的噴射機上改為橫條穿過舷窗），設計有如一艘在側面掛滿盾牌的維京長船。該塗裝表現了北歐三國的共有歷史，也成為北歐航空易於識別的獨特形象。該塗裝一直使用到20世紀80年代，且泰國國際航空的早期塗裝源於北歐航空的維京船塗裝。
1981年，Jan Carlzon成為北歐航空的行政總裁後決定更改北歐航空的企業形象。他反對SAS先前的維京形象，認為其會令他人聯想到維京人的劫掠等行為。於是，1983年，北歐航空啟用新塗裝，機身前部塗上丹麥、挪威、瑞典三國國旗圖案的斜紋。
1998年，北歐航空再度更改塗裝，機身改為淺灰白色，並寫有“Scandinavian Airlines”。機身尾部有三個分別代表挪威、瑞典、丹麥國旗的九宮格圖案，取代先前表現三國國旗圖案的王冠。垂直尾翼為深藍色，寫有傳統的“SAS”字樣，發動機整流罩塗成紅色，並寫有白色“Scandinavian”字樣，反推裝置仍為白色。

## 機隊

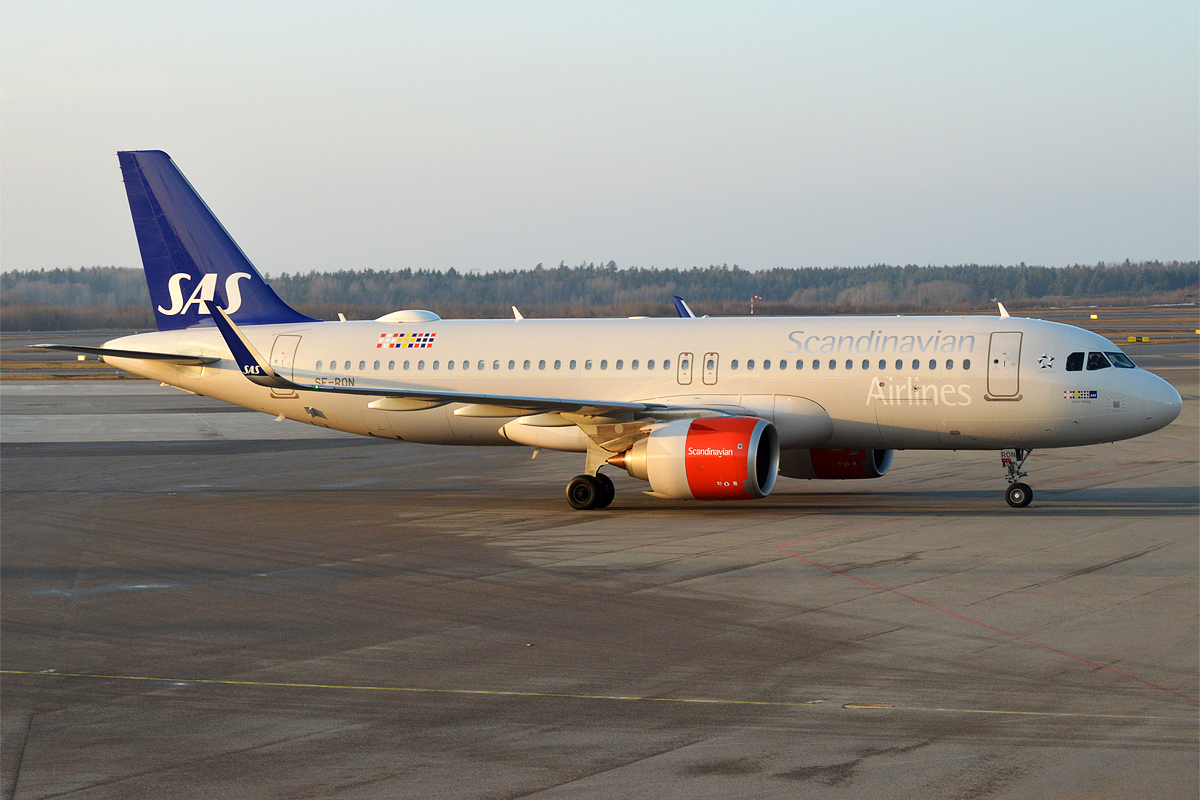
空中巴士A320neo

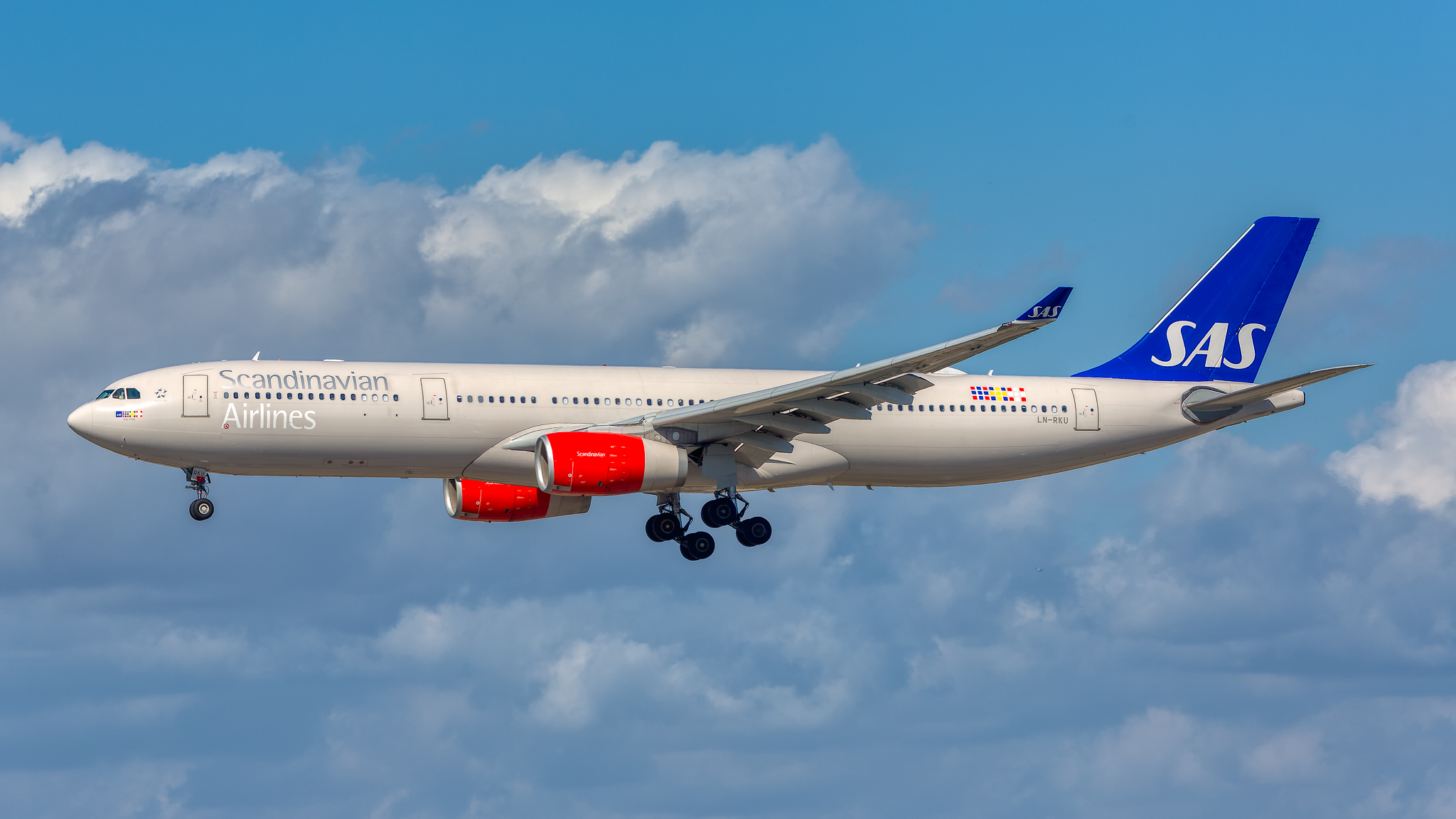
空中巴士A330-300

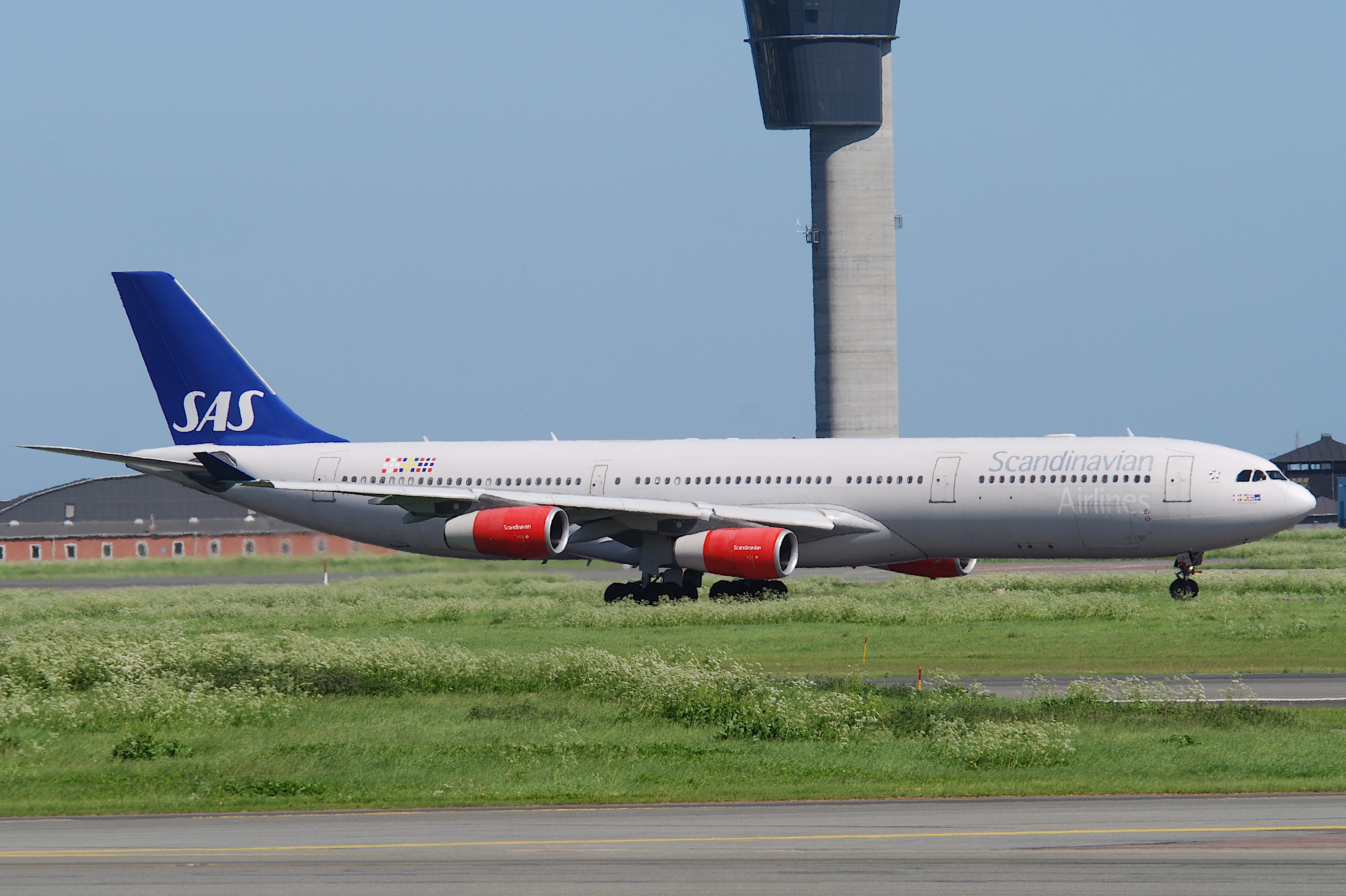
空中巴士A340-300

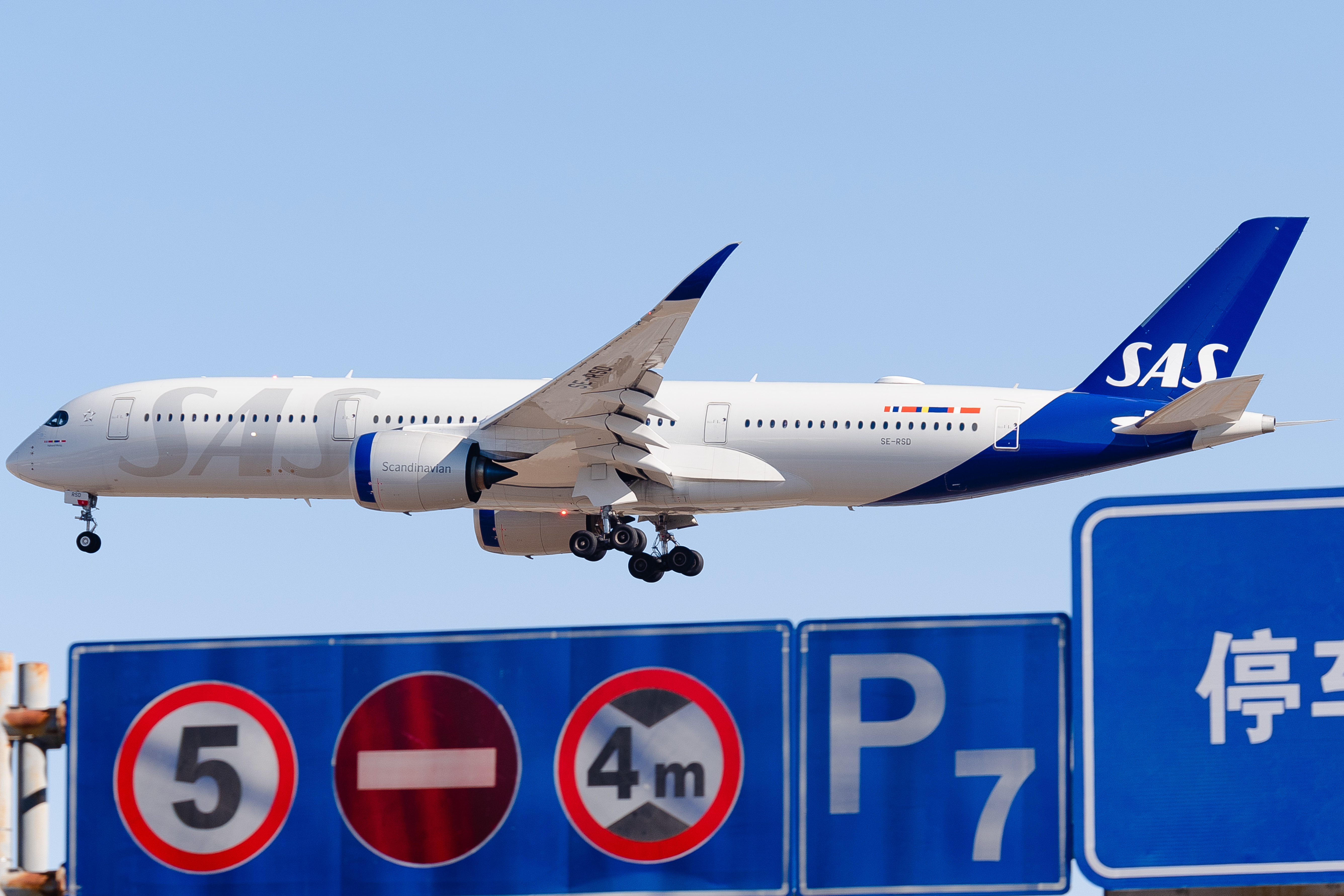
空中巴士A350-900

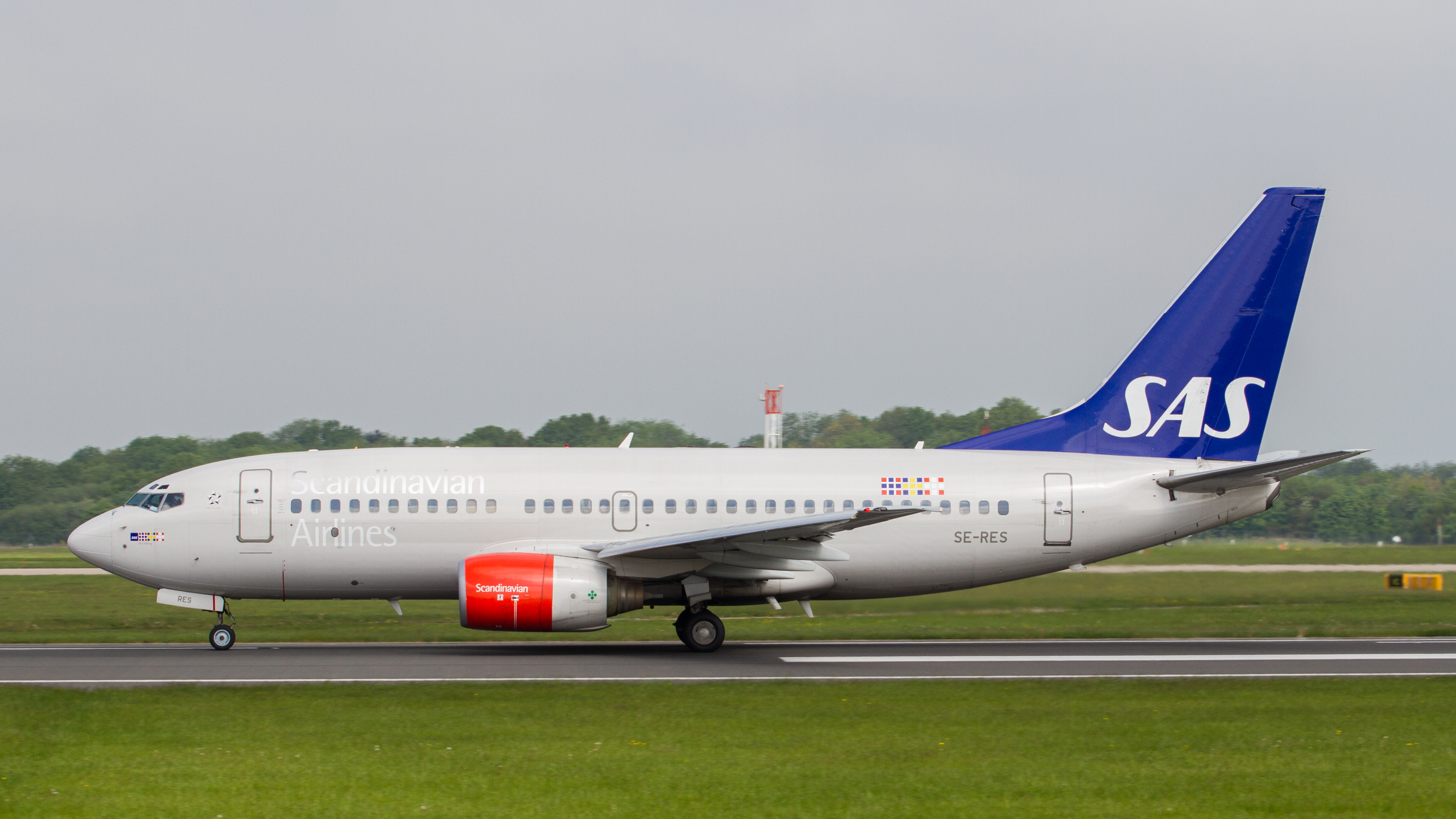
波音737-700

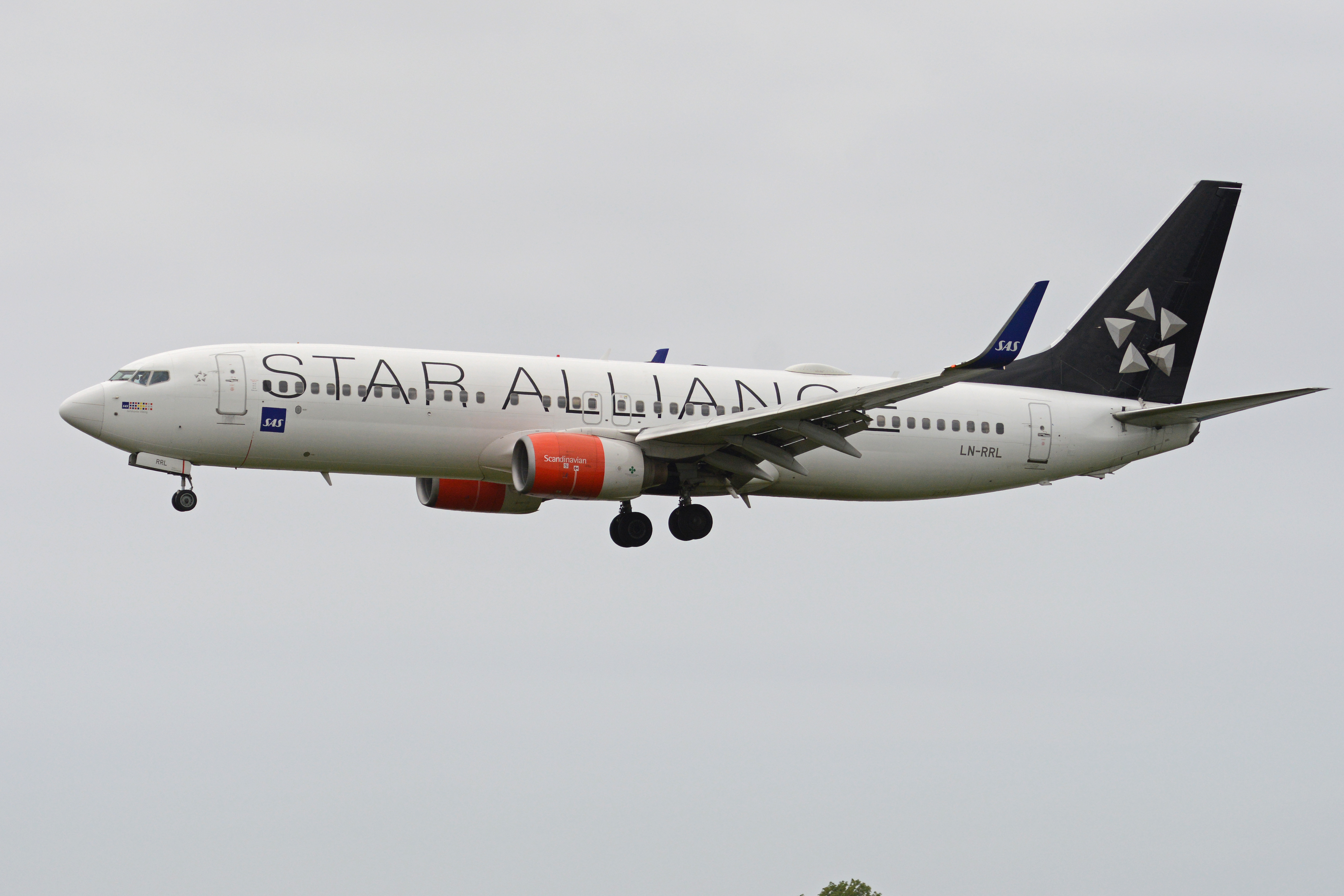
披上星空聯盟塗裝的波音737-800

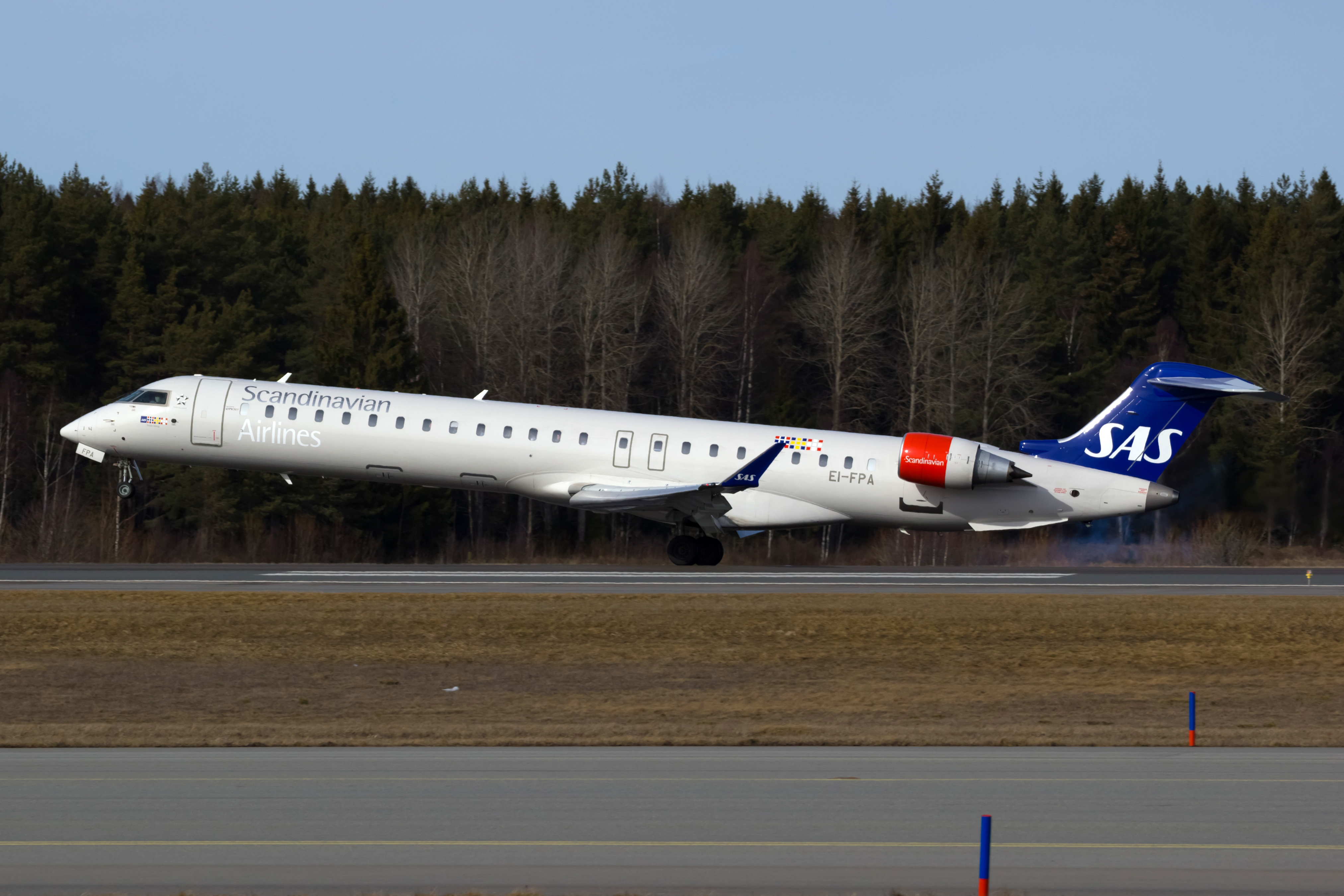
龐巴迪CRJ-900

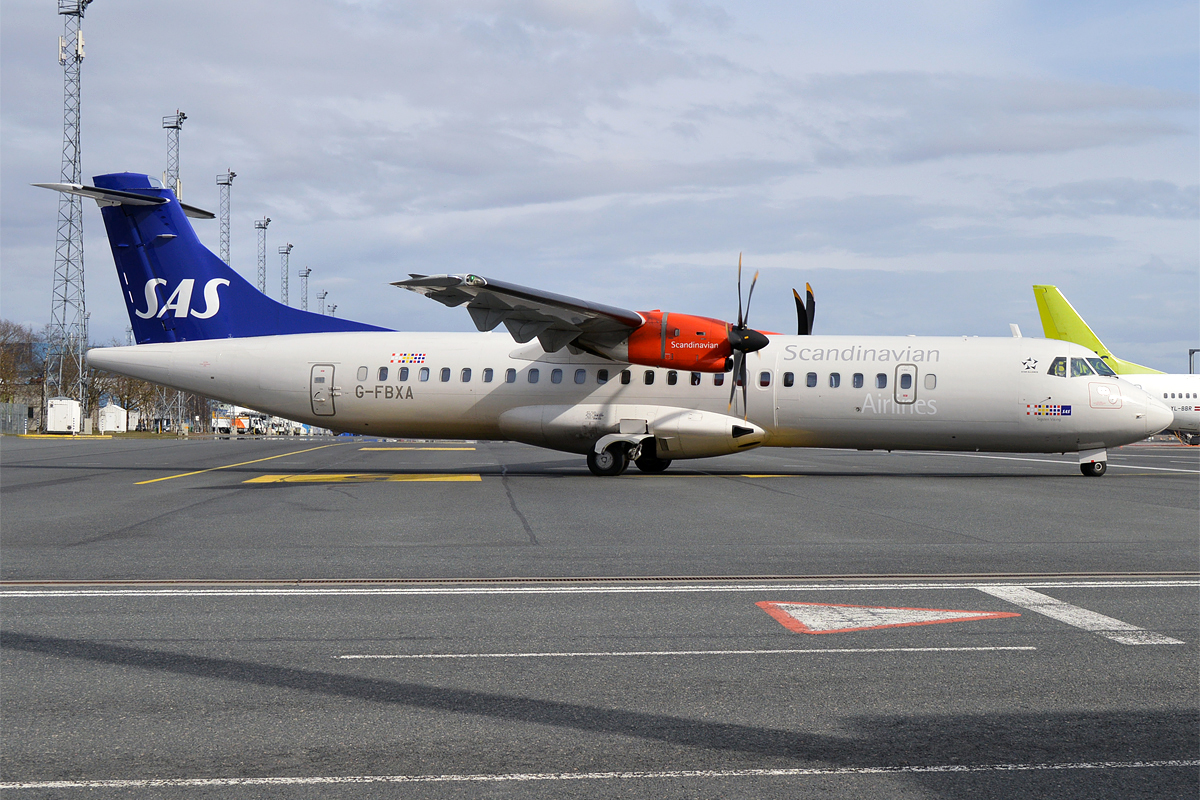
ATR 72-600

### 現役機隊
截至2024年4月，北歐航空機隊的平均機齡為8.9年，機隊擁有的機型如下：
備註: 北歐航空亦有向以下公司濕租飛機：愛爾蘭北歐航空、弗萊比航空、諾斯特姆航空及城捷航空、諾爾迪卡航空、辛柏航空。

### 已退役機型

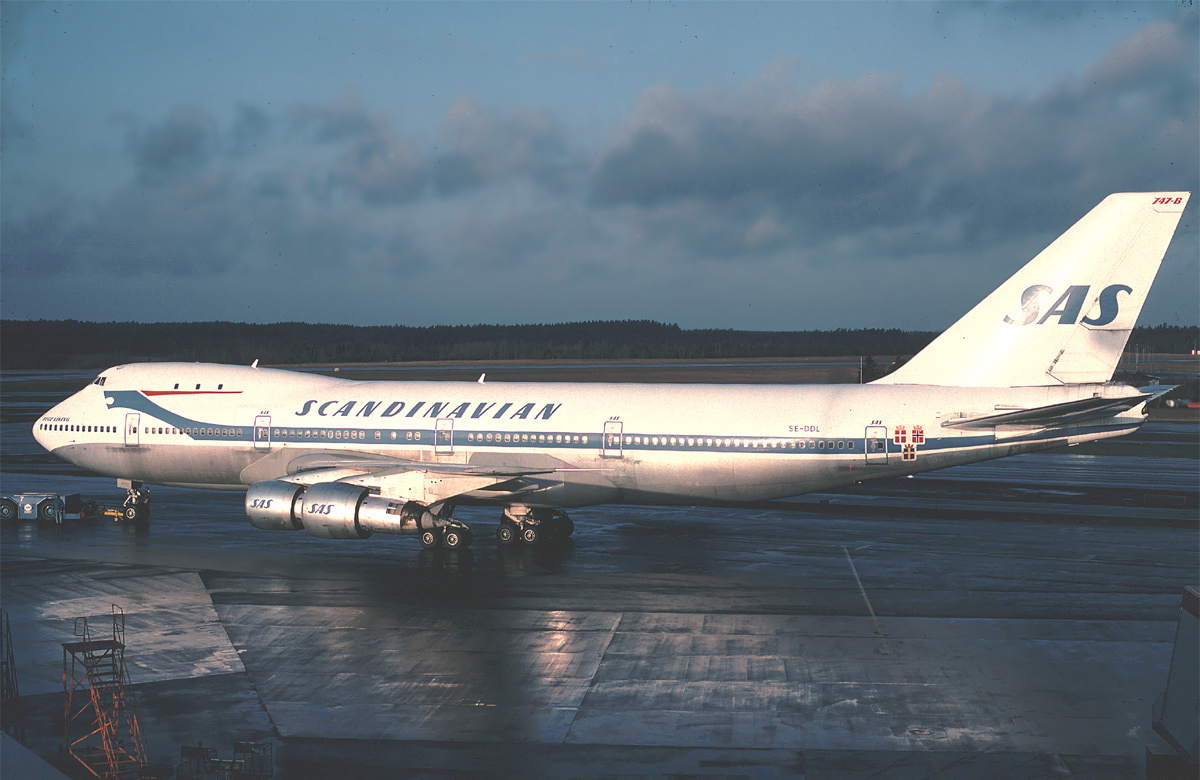
已退役的波音747-283B

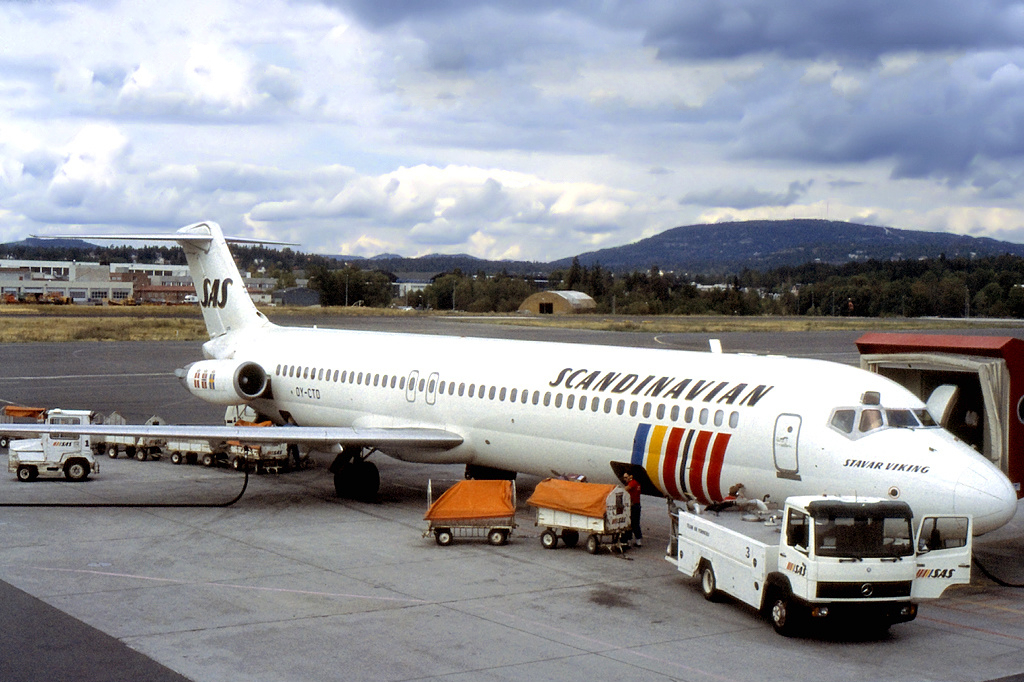
已退役的道格拉斯DC-9-51

- 道格拉斯DC-4（服役期：1946-1956）
- 道格拉斯DC-3（服役期：1948-1957）
- 維克斯VC.1維京（服役期：1948-1949）
- 容克Ju 52/3m（服役期：1948-1956）
- 肖特S.25桑德林漢姆（英语：Short Sandringham）（服役期：1948-1951)
- 道格拉斯DC-6/DC-6B（服役期：1948-1961）
- 薩博90斯堪迪亞（英语：Saab 90A-2 Scandia）（服役期：1950-1958）
- 道格拉斯DC-7C（服役期：1956-1967）
- 康維爾CV-440（英语：Convair CV-240 family）（服役期：1956-1976）
- 維克斯子爵（服役期：1959-1961）
- SE-210卡拉維爾（服役期：1959-1974）
- 道格拉斯DC-8-33/-55/-62/-63（服役期：1960-1988）
- 康維爾990（服役期：1962-1966）
- 道格拉斯DC-9-21/-32/-33F/-41/-51（服役期：1967-2002）
- BAC 1-11（服役期：1967-1968）
- 波音747-283B/-283BM（服役期：1971-1987）
- 麥道DC-10-30（服役期：1974-1991）
- 空中巴士A300B2-320（服役期：1980-1984）
- 福克F27（服役期：1984-1990）
- 麥道MD-81（服役期：1985-2010）
- 麥道MD-83（服役期：1988-2005）
- 麥道MD-87（服役期：1988-2012）
- 波音767-383ER（服役期：1989-2004）
- 福克50（服役期：1990-2010）
- 波音767-283ER（服役期：1990-1993）
- 福克F28（服役期：1993-1999）
- 麥道MD-90-30（服役期：1996-2008）
- 薩博2000（服役期：1997-2001）
- 龐巴迪Dash 8（服役期：2000-2007）
- 空中巴士A330-243（服役期：2001，租自英倫航空）
- BAe 146（服役期：2006-2010）

## 事故及意外
- 1960年1月19日，北歐航空871號班機，一架卡拉維爾客機（OY-KRB）執行哥本哈根飛往開羅的，在土耳其安卡拉墜毀，機上42人全部遇難。
- 1969年1月13日，北歐航空933號班機，一架DC-8-62(LN-MOO)降落洛杉磯國際機場時因機師失誤，墜毀在洛杉磯聖莫尼卡灣，15人遇難，17人受傷。
- 1991年12月27日，北歐航空751號班機，該MD-81由斯德哥爾摩飛往華沙，因起飛前未將機翼積冰除凈，部分冰被吸入引擎，導致飛機墜毀在瑞典Gottröra密林中，92人受傷，無人死亡。
- 2001年10月8日，北歐航空686號班機，在意大利米蘭連尼治機場（Linate Airport）起飛，該MD-87（註冊號SE-DMA）在跑道加速時撞上一架塞斯納引證二型公務機（D-IEVX），兩機上共114人全部罹難，也造成地面4死4伤。
- 2007年9月12日，北欧航空一架载有48名乘客和4名机组人员的庞巴迪Q400客机（注册号LN-RDS）由哥本哈根机场飞往立陶宛帕兰加国际机场，准备降落前发现起落架失灵。机長决定在维尔纽斯国际机场迫降。飞机迫降后所有人员均及时成功逃离，未有造成伤亡。[9]这次事故以及同期另两宗类似事故，促使北欧航空决定永久停飞庞巴迪Q400客机。[10]

## 外部連結
- 北歐航空官方網站（页面存档备份，存于）（瑞典文）（丹麦文）（英文）（法文）（简体中文）（俄文）（德文）（荷兰文）（波兰語）（日語）
- SAS Jet Fleet Detail（页面存档备份，存于）
- SAS Passenger Opinions（页面存档备份，存于）
- SAS Flight Operations（页面存档备份，存于）